# Nationalstraße 305 (China)
Die Nationalstraße 305 (chinesisch 305国道, Pinyin 305 Guódào, englisch China National Highway 305), chin. Abk. G305, ist eine 786 km lange, in Ost-West-Richtung verlaufende Fernstraße im Nordosten Chinas in der Provinz Liaoning sowie auf dem Gebiet des Autonomen Gebiets Innere Mongolei. Sie führt von Zhuanghe am Gelben Meer über Gaizhou, Yingkou,  Panjin, Beipiao und den Aohan-Banner ins Linke Bairin-Banner (Bairin Zuoqi) in der Inneren Mongolei.